# Giardino Bellini

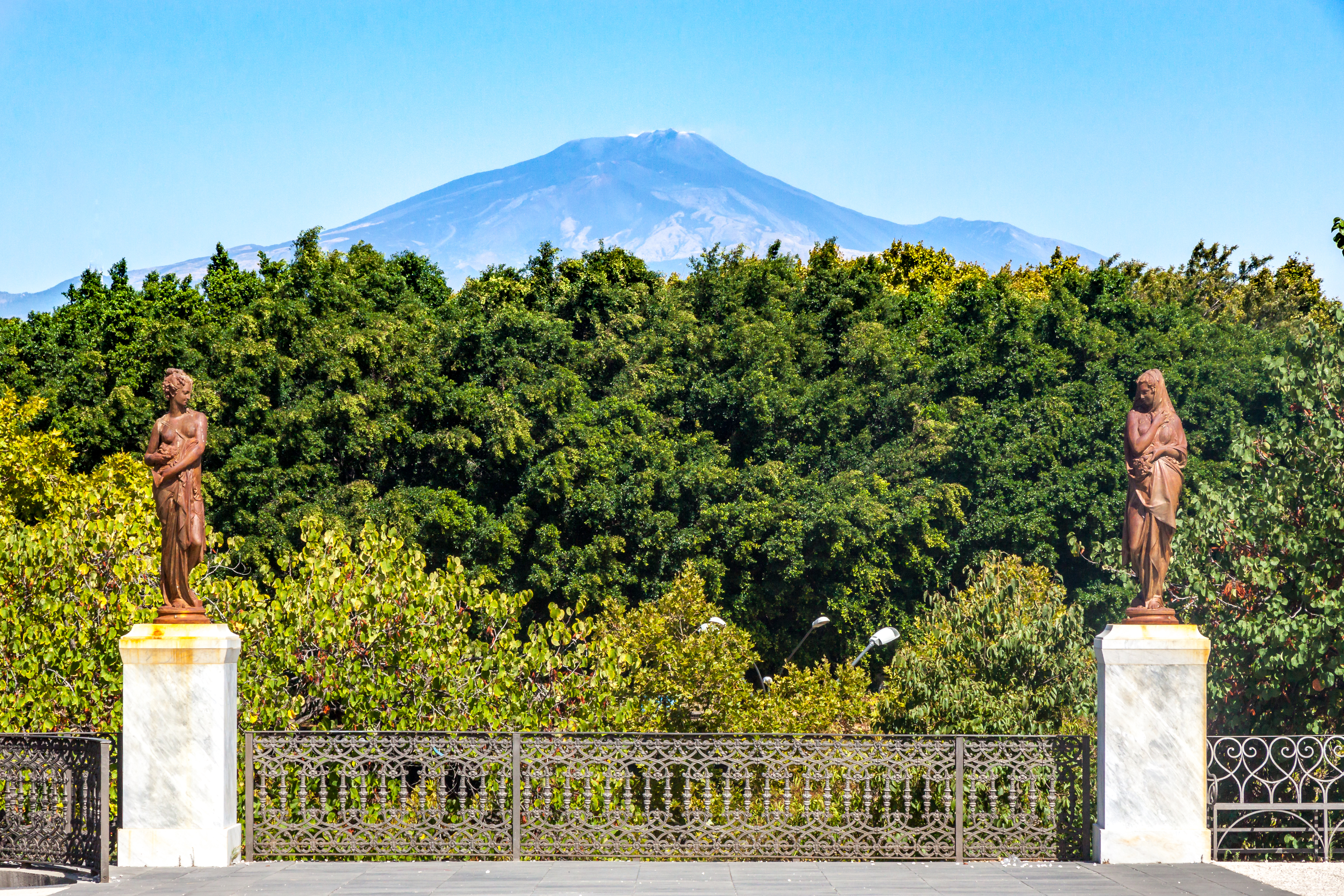
Villa Bellini. Im Hintergrund ist der Ätna zu sehen

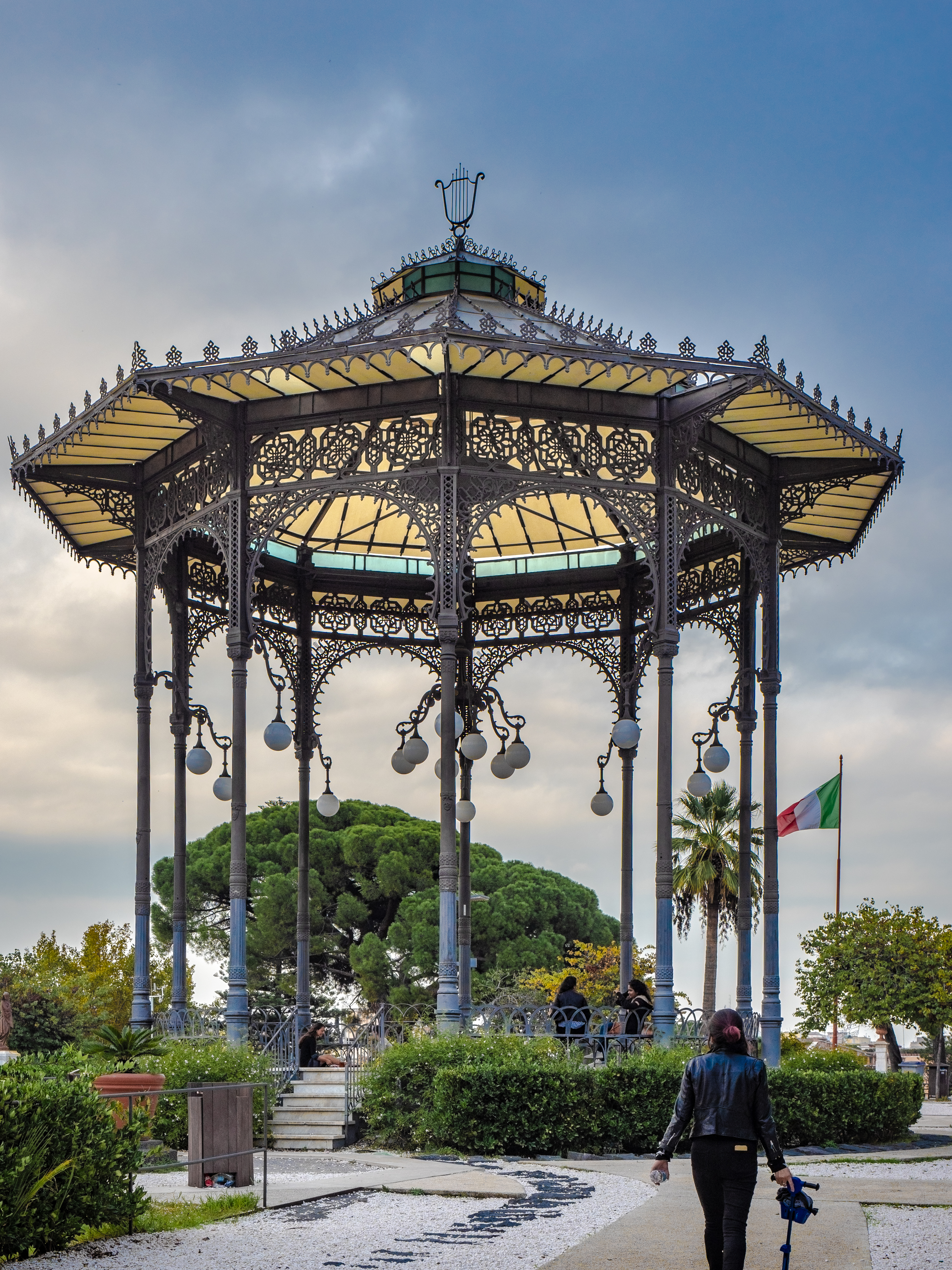
Giardino Bellini

Der Giardino Bellini, auch Villa Bellini genannt, ist eine Parkanlage in Catania. Sie liegt an der Via Etnea und ist nach dem Komponisten Vincenzo Bellini benannt.

## Geschichte
Der 72.000 m² große Giardino Bellini ist die älteste Parkanlage der Stadt. Den ältesten Teil des Parks bildet der ehemalige Garten der Residenz des Fürsten Ignatius Paternò-Castello di Biscari (1719–1786). Diesen kaufte die Stadt Catania im Jahre 1854. Anschließend beauftragte die Stadt den Architekten Landolina, das Areal durch Grundstücksankäufe zu erweitern und in einen Park umzuwandeln. 1883 konnte die Stadt den Park einweihen.